# Almost Hear You Sigh
Singles de The Rolling Stones
Rock and a Hard Place
(1989) Terrifying
(1990)
Pistes de Steel Wheels
Can't Be Seen
(8) Continental Drift
(10)
Almost Hear You Sigh est une chanson des Rolling Stones écrite par Mick Jagger, Keith Richards et Steve Jordan et parue dans l'album Steel Wheels en 1989, puis en single en juin 1990. Elle arrive en tête du classement rock aux États-Unis et a été nommé aux Grammy Awards.
Composée par Keith Richards et Steve Jordan (batteur de Keith Richards et futur batteur remplaçant de la fin de carrière des Rolling Stones après la mort de son batteur Charlie Watts en 2021), la chanson était prévue à l'origine pour être incluse dans le premier album solo de Keith Richards Talk Is Cheap, mais il a été décidé de la retravailler avec Mick Jagger et le producteur Chris Kimsey lors des sessions d'enregistrement à Montserrat pour l'album Steel Wheels. À l'exception de quelques modifications de Mick Jagger dans le texte, la composition a été laissée dans sa forme originale.

## Parution et réception

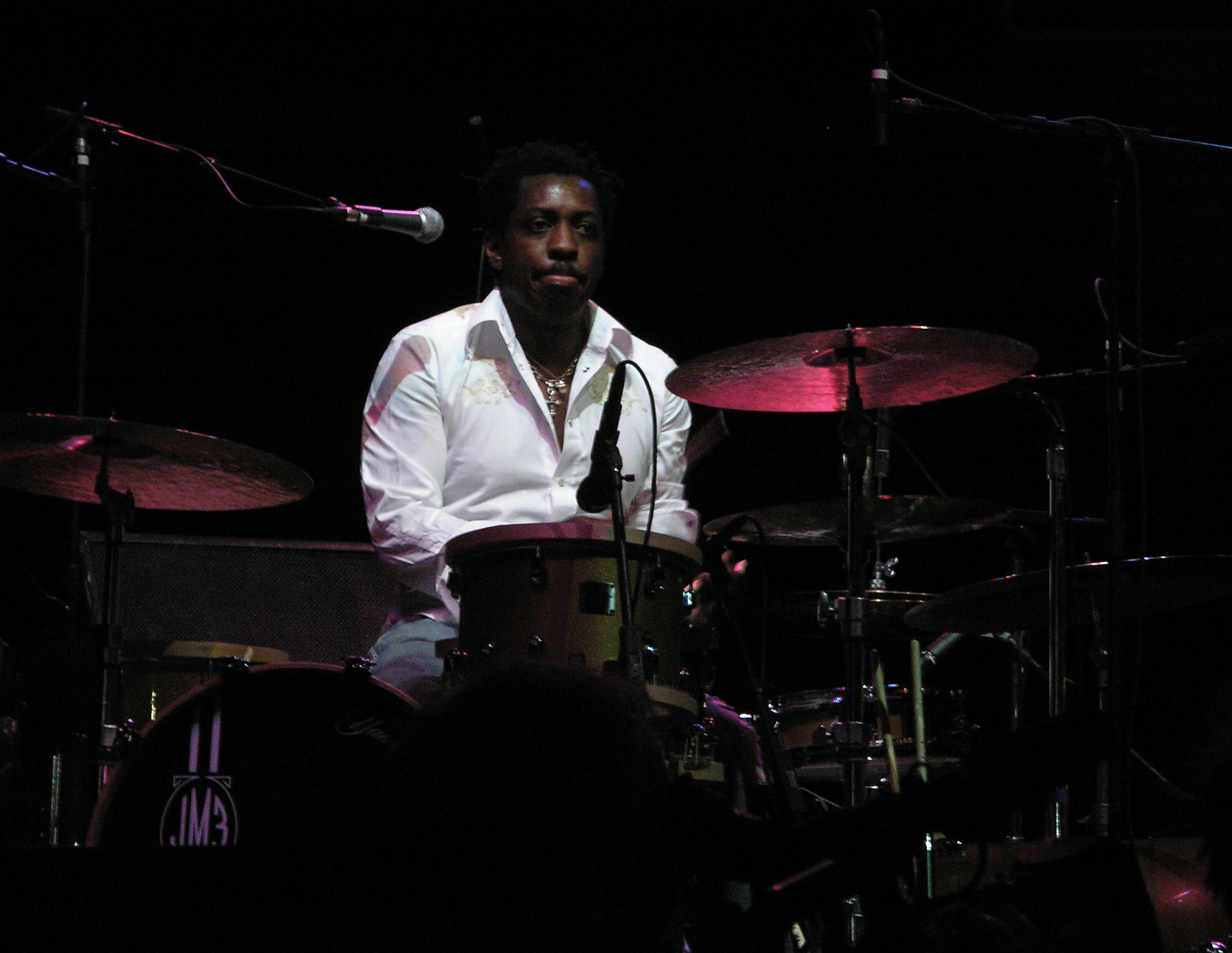
Le batteur Steve Jordan, futur remplaçant de Charlie Watts à partir de 2021, est co-auteur de la chanson avec le duo Jagger/Richards.

Sorti en tant que troisième single de l'album en janvier 1990, Almost Hear You Sigh se classe à la 50e place du Billboard Hot 100 aux États-Unis, légèrement mieux classé au Royaume-Uni à la 31e place, et la première place pendant une semaine au classement rock aux États-Unis. Étant donné que la tournée nord-américaine du retour des Rolling Stones en 1989 s'était terminée en décembre, la chanson a été diffusée à la radio de manière limitée. Un clip a été tourné en noir et blanc lors des deux concerts du groupe à Toronto en 1989.
La chanson est bien accueillie par les critiques, considérant comme la meilleure ballade depuis 1971 (selon SF Weekly) et mettant en avant le fait que la voix de Mick Jagger et la guitare de Keith Richards sonnent mieux sur des morceaux plus lents (d'après Edna Gundersen du USA Today). Cependant, Parry Gettelman du Orlando Sentinel critique la nomination aux Grammy Awards d'une chanson relativement peu inspirée.
La chanson n'a été interprétée que durant la tournée Urban Jungle qui suit l'album. Depuis sa sortie, la chanson a été jouée sept fois lors de la tournée de 1989 et à tous les concerts de l'année suivante.

## Classements
| Chart (1989)                           | Peak position |
| -------------------------------------- | ------------- |
| Belgique (Flandre Ultratop 50 Singles) | 27            |
| Europe (Eurochart Hot 100)             | 66            |
| Allemagne (Media Control AG)           | 58            |
| Pays-Bas (Dutch Top 40)                | 13            |
| Pays-Bas (Single Top 100)              | 11            |
| Royaume-Uni (UK Singles Chart)         | 31            |
| États-Unis (Hot 100)                   | 50            |